# 金马街道 (成都市)
金马街道，原为金马镇是中国四川省成都市温江区下辖的一个镇，位于温江区西部。该镇辖区面积25平方公里，人口2万人。金马镇政府驻金马镇太极大道。2019年12月，撤销永盛镇、金马镇，设立金马街道，以原永盛镇和原金马镇所属行政区域为金马街道的行政区域，金马街道办事处驻锦蓉街98号。

## 行政区划
金马街道现辖：
金泉社区、温泉社区、刘家濠社区、光明社区、兴元社区、新春社区委会、同福社区和四友村，永盛场社区、石磊社区、团结社区、尚合社区和金鸡社区